# Dragijevica
Dragijevica (em cirílico: Драгијевица) é uma vila da Sérvia localizada no município de Osečina, pertencente ao distrito de Kolubara. A sua população era de 532 habitantes segundo o censo de 2011.

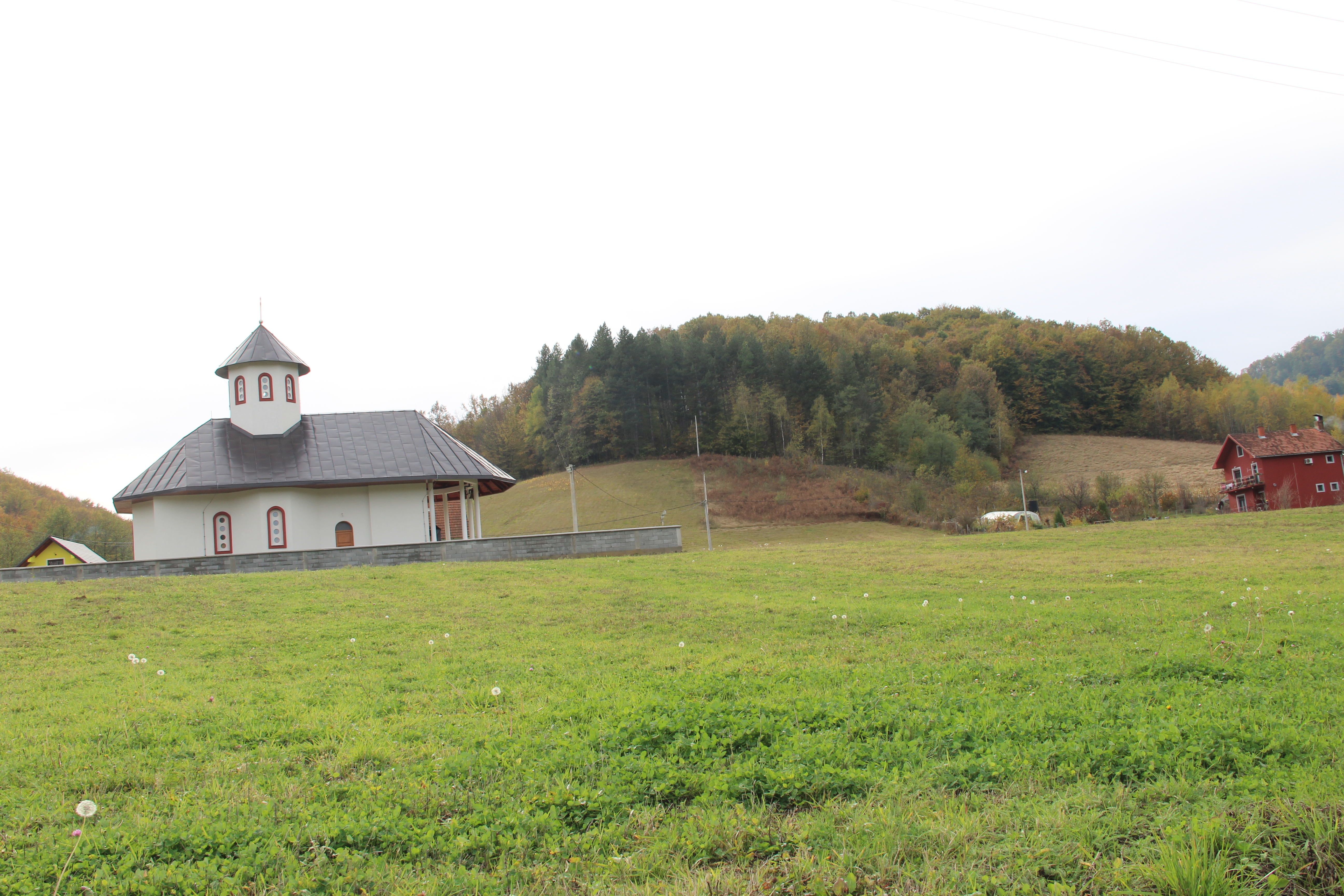
Dragijevica - church
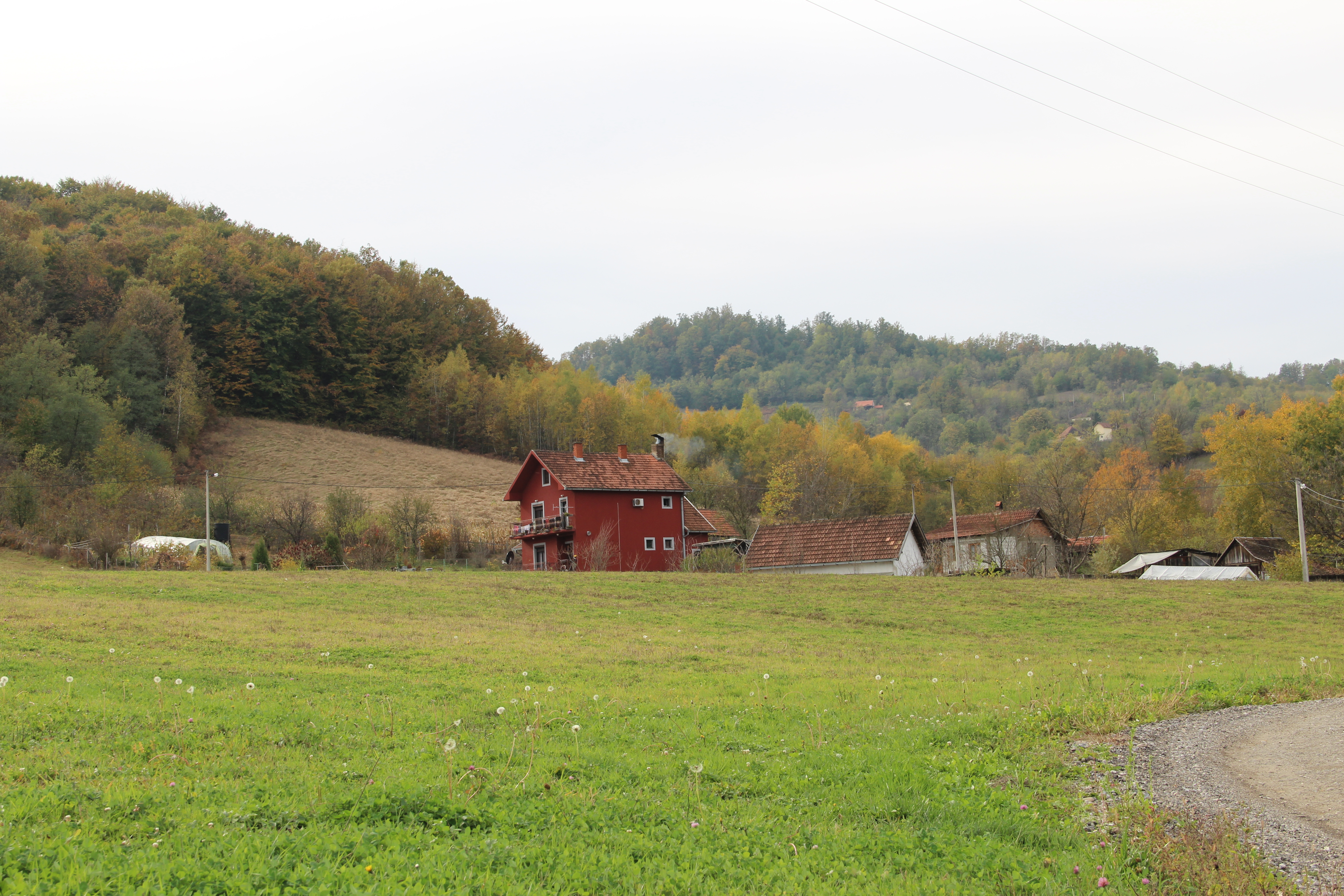
Dragijevica - panorama
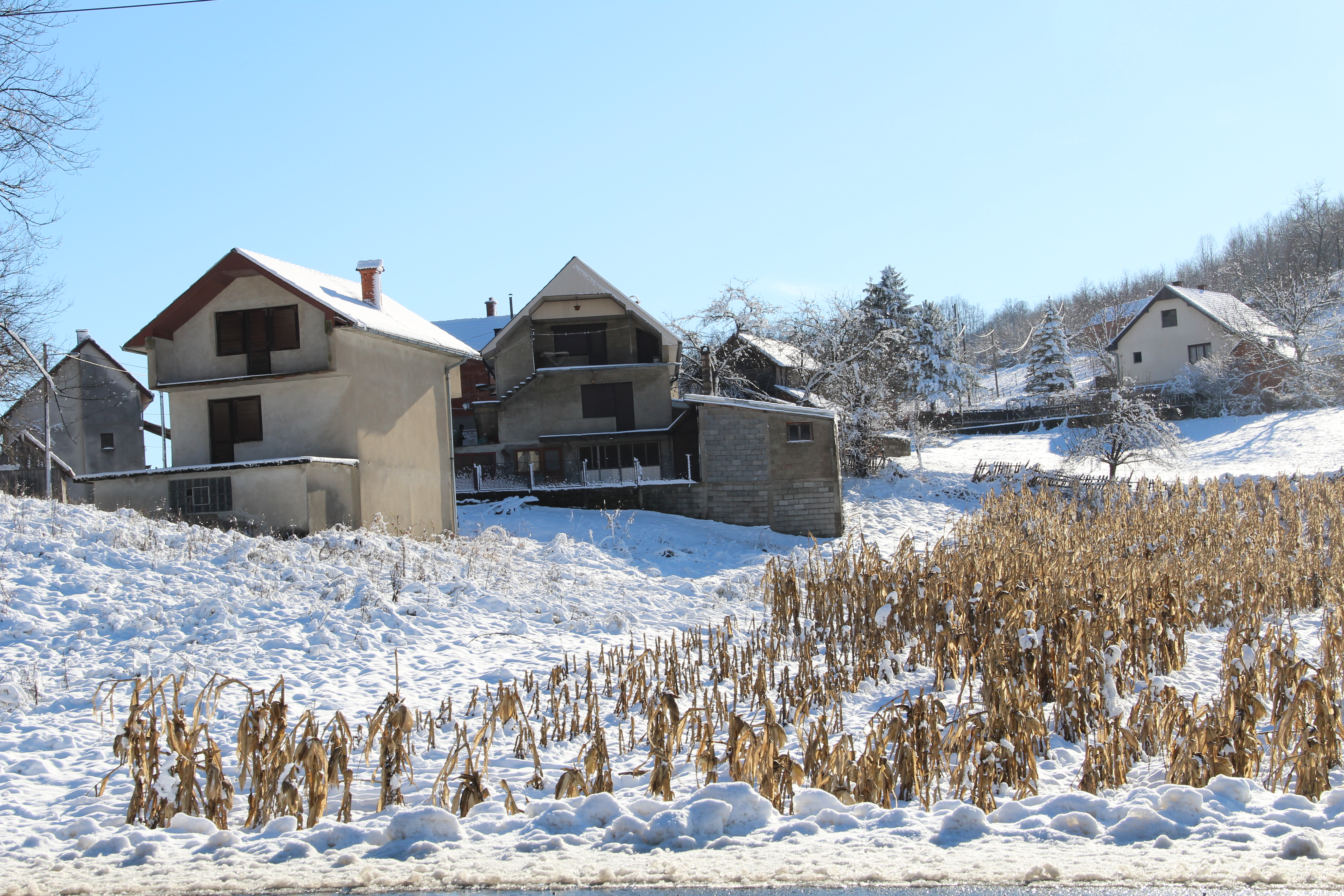
Dragijevica - panorama
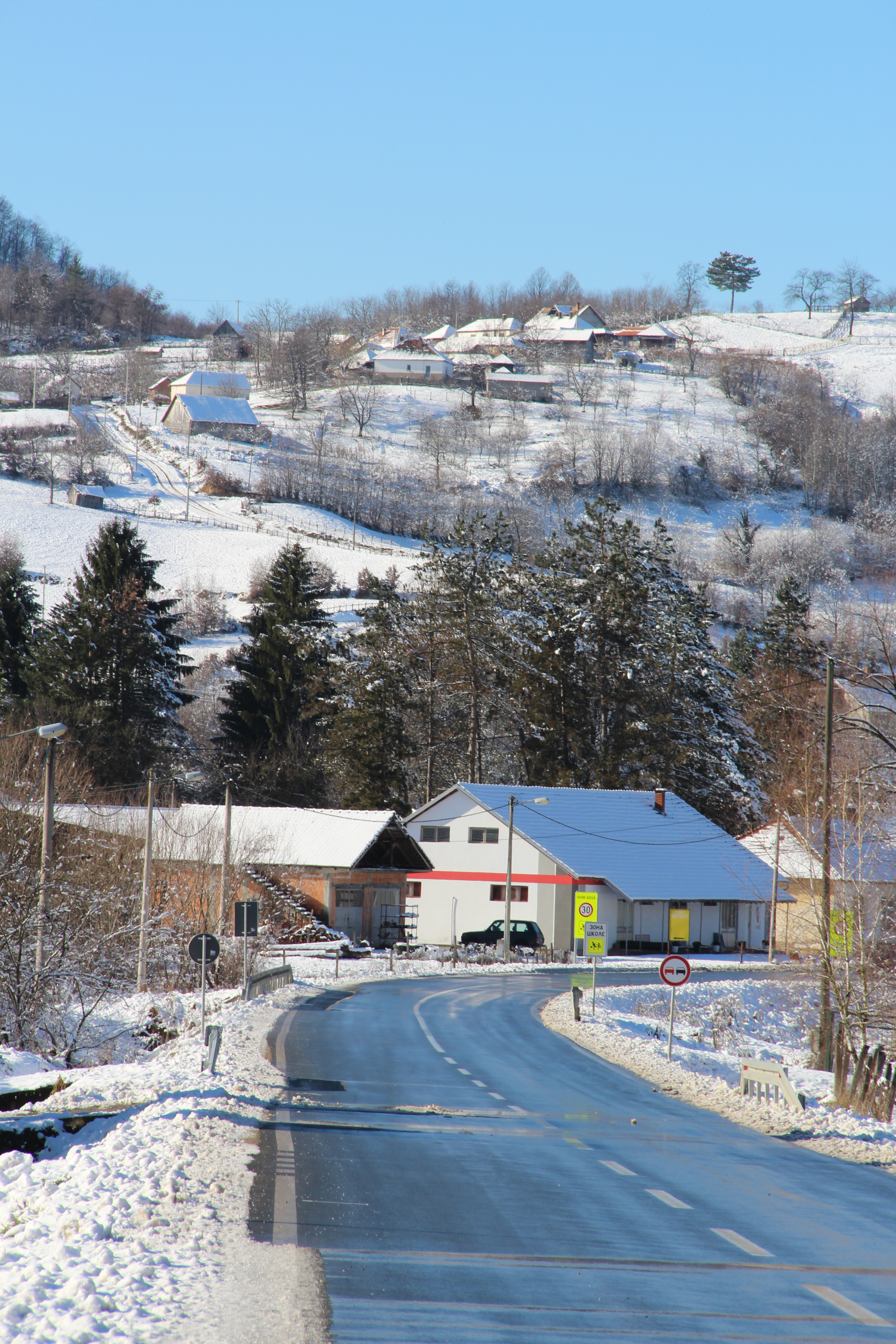
Dragijevica - panorama
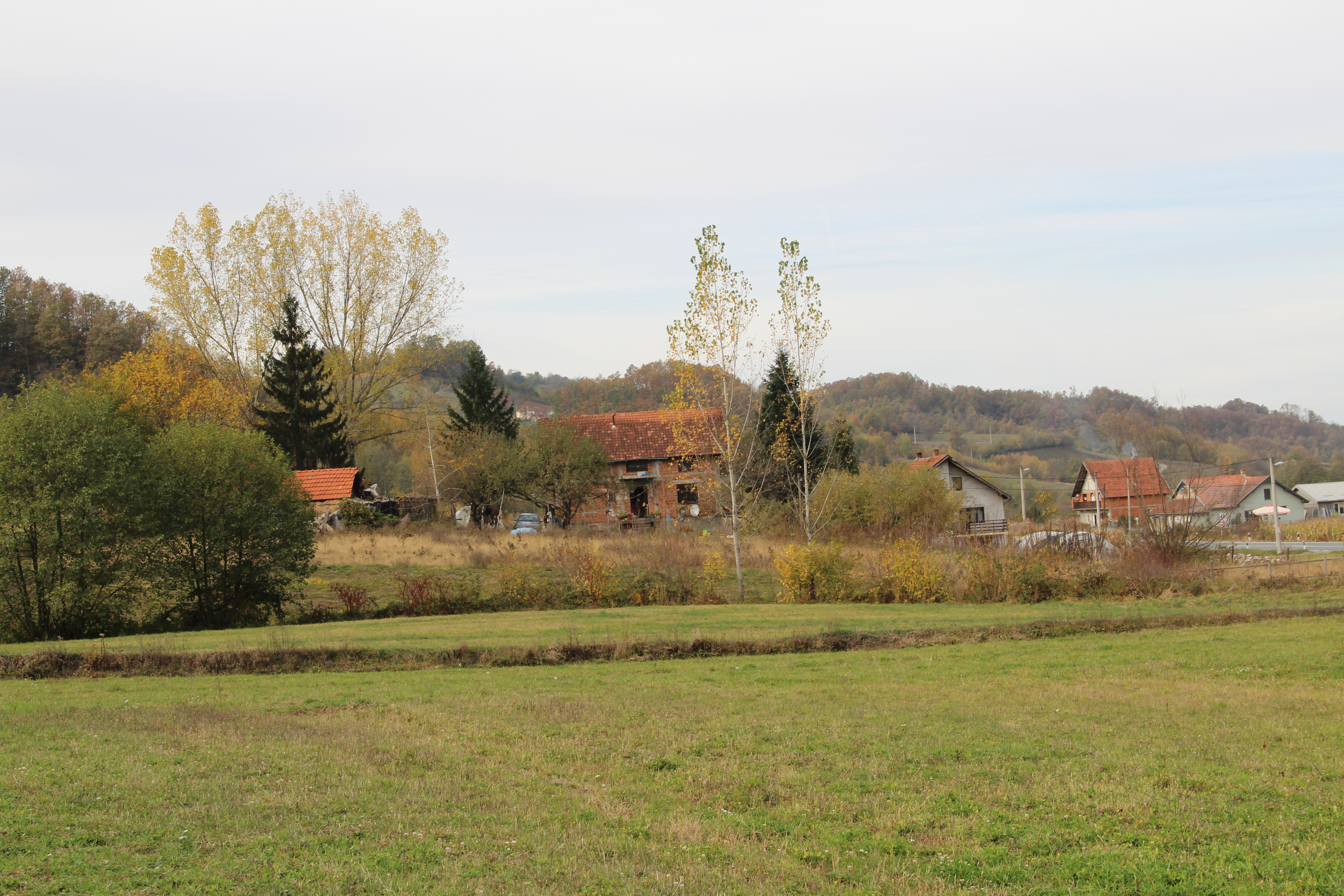
Dragijevica - panorama

## Demografia
| 1948  | 1953  | 1961  | 1971 | 1981 | 1991 | 2002 | 2011 |
| ----- | ----- | ----- | ---- | ---- | ---- | ---- | ---- |
| 1 165 | 1 160 | 1 154 | 975  | 936  | 765  | 681  | 532  |